# SUCRE
O SUCRE (sigla em espanhol para: Sistema Único de Compensación Regional; em inglês: Unified System for Regional Compensation) é a moeda proposta para os países da Aliança Bolivariana para os Povos da Nossa América (ALBA). Ele está previsto para ser adotado como moeda de compensação em 2010, e, no futuro, como moeda corrente dos países da ALBA: Venezuela, Cuba, Bolívia, Nicarágua, Dominica, Equador, Antigua e Barbuda e São Vicente e Granadinas.
O nome é uma homenagem a Antonio José de Sucre, um libertador da América.